# Vadim Pronskiy
Vadim Pronskiy, né le 4 juin 1998 à Astana, est un coureur cycliste kazakh, membre de l'équipe Astana Qazaqstan. Vainqueur du Tour de la Vallée d'Aoste en 2018, il est considéré comme l'un des grands espoirs du cyclisme kazakh. Son frère cadet Daniil est aussi coureur cycliste.

## Biographie
En septembre 2015, Vadim Pronskiy participe aux championnats du monde à Richmond, aux États-Unis. Dans la catégorie juniors (moins de 19 ans), il se classe 15e du contre-la-montre et 26e de la course en ligne.
En 2016, il est sacré double champion du Kazakhstan et champion d'Asie du contre-la-montre. Tout comme l'année précédente, il est régulièrement sélectionné en équipe nationale. Sous les couleurs de son pays, il remporte une étape du Giro della Lunigiana, en Italie. En Coupe des Nations Juniors, il termine quatrième de la Course de la Paix et du Grand Prix Rüebliland. Au mois d'octobre, il se rend à Doha pour participer aux championnats du monde. Toujours dans sa catégorie, il se classe 57e du contre-la-montre et 58e de la course en ligne.
En 2017, il passe en catégorie espoirs (moins de 23 ans) et rejoint l'équipe continentale Astana City. En Pologne, il remporte une étape contre-la-montre du Bałtyk-Karkonosze Tour et termine deuxième du général, derrière Marek Rutkiewicz. En juin, il se classe sixième de la course en ligne et neuvième du contre-la-montre aux championnats du Kazakhstan, parmi les élites. Durant ce même été, il montre un bon comportement en montagne. Seizième et meilleur jeune du Tour de la Vallée d'Aoste, il se distingue ensuite parmi les professionnels lors du Tour de l'Ain, en terminant douzième des deux dernières étapes de montagne. Début octobre, il prend la quinzième place du Tour d'Almaty, à domicile. 
Lors du Tour de la Vallée d'Aoste 2018, il renverse le leader Kevin Inkelaar lors du dernier jour de course et réalise coup double en remportant l'étape et le classement général, après une longue offensive solitaire. Dans la foulée, il termine sixième du Tour Alsace. En août 2019, il est stagiaire chez Astana et passe professionnel dans l'équipe World Tour en 2020.

## Palmarès
- 2015
  - 2e du Trofeo Dorigo Porte
  - 2e du championnat du Kazakhstan du contre-la-montre juniors
- 2016
  -  Champion d'Asie du contre-la-montre juniors
  -  Champion du Kazakhstan sur route juniors
  -  Champion du Kazakhstan du contre-la-montre juniors
  - 2e étape du Giro della Lunigiana
- 2017
  - 5e étape du Bałtyk-Karkonosze Tour
  - 2e du Bałtyk-Karkonosze Tour
- 2018
  - Tour de la Vallée d'Aoste : 
    - Classement général
    - 4e étape
- 2019
  - 2e du Tour de Guadeloupe
  - 3e du Tour de Langkawi
- 2021
  - 3e de l'Adriatica Ionica Race
- 2022
  - 3e de l'Adriatica Ionica Race

## Résultats sur les grands tours

### Tour d'Italie
4 participations
- 2021 : 40e
- 2022 : 29e
- 2023 : 43e
- 2024 : non partant (15e étape)

### Tour d'Espagne
2 participations
- 2022 : 38e
- 2023 : 91e

## Classements mondiaux
| Année                                 | 2017 | 2018  | 2019 | 2020 | 2021 | 2022 | 2023 | 2024  |
| ------------------------------------- | ---- | ----- | ---- | ---- | ---- | ---- | ---- | ----- |
| Classement mondial                    | 923e | 1282e | 333e | 791e | 527e | 547e | 565e | 1336e |
| UCI Europe Tour                       | 785e | 793e  |      |      |      |      |      |       |
| UCI Asia Tour                         | 251e | nc    | 7e   | 34e  | 6e   | 22e  | 30e  | 94e   |
|                                       |      |       |      |      |      |      |      |       |
| Légende : nc = non classéSource : UCI |      |       |      |      |      |      |      |       |